# Nikołaj Tanajew
Nikołaj Timofiejewicz Tanajew (ros. Николай Тимофеевич Танаев; ur. 5 listopada 1945 w Michajłówce, zm. 19 lipca 2020 w Moskwie) – kirgiski polityk, premier Kirgistanu.
Urodził się we wsi Michajłowka w obwodzie penzeńskim w Rosji Radzieckiej. Pełnił funkcję wicepremiera, kiedy szefem rządu był Kurmanbek Bakijew. Obowiązki premiera zaczął pełnić 22 maja 2002 r., po odwołaniu Bakijewa z urzędu. Osiem dni później został zatwierdzony na swym urzędzie przez parlament. 8 kwietnia 2004 roku udało mu się uzyskać wotum zaufania w Zgromadzeniu Ustawodawczym. Za jego odwołaniem głosowało wtedy 27 deputowanych, wymagana zaś liczba według kirgiskiego prawodawstwa wynosi 30. 24 marca 2005 roku w wyniku tulipanowej rewolucji, podał się do dymisji.
Po ustąpieniu ze stanowiska Askara Akajewa przebywał do czasu swojej śmierci w Rosji. Pracował w strukturach Gazpromu. Zmarł po długiej chorobie 19 lipca 2020 roku.